# Singafrotypa
Singafrotypa is een geslacht van spinnen uit de  familie van de wielwebspinnen (Araneidae).

## Soorten
- Singafrotypa acanthopus (Simon, 1907)
- Singafrotypa mandela Kuntner & Hormiga, 2002
- Singafrotypa okavango Kuntner & Hormiga, 2002